# 池田奈津子
池田 奈津子（いけだ なつこ）は、日本のドラマ・映画の脚本家。神奈川県葉山町出身。早稲田大学商学部卒業。

## 経歴
大学時代は金融を専攻。大学卒業後に不動産関係の業務に6年間勤務。その後にシナリオセンターにて脚本を学び、2010年、『もしも生まれ変わったら』で第2回TBS連ドラ・シナリオ大賞にて入選。同年に『クローン ベイビー』で脚本家デビュー。

## 作品

### テレビドラマ

#### 連続ドラマ
- クローン ベイビー（2010年、TBS）3rd CLONE、4th CLONE、6th CLONE、8th CLONE、10th CLONE、脚本
- 桜蘭高校ホスト部（2011年、TBS）全11話脚本
- 黒の女教師（2012年、TBS）第4、7話脚本
- 原宿ネストカフェ ドラマパート（2013年、TBS）第19・23話脚本
- ぴんとこな（2013年、TBS）脚本協力
- アリスの棘（2014年、TBS）第2、4、5、6、7、8、9、最終話脚本
- アルジャーノンに花束を（2015年、TBS）全10話脚本
- 砂の塔〜知りすぎた隣人（2016年、TBS）全10話脚本
- 宮沢賢治の食卓（2017年、WOWOW）全5話脚本
- 真犯人（2018年、WOWOW）全5話脚本
- 絶叫（2019年、WOWOW）全4話脚本
- 白い濁流（2021年、NHK BSプレミアム）全8話脚本
- 日本テレビ×Hulu 共同製作ドラマ 君と世界が終わる日に Season1（2021年、日本テレビ）全10話脚本
- 夜ドラ つまらない住宅地のすべての家（2022年、NHK総合）全6週・全24話脚本
- よるおびドラマ Maybe 恋が聴こえる（2023年、TBS）脚本
- あなたを奪ったその日から（2025年、関西テレビ・フジテレビ）脚本

#### 単発ドラマ
- 福岡恋愛白書10 十回目の鈴が鳴るとき（2015年、九州朝日放送）脚本
  - 福岡恋愛白書11 キミと見る景色（2016年、九州朝日放送）脚本
- 東野圭吾 手紙（2018年、テレビ東京）脚本
- Wの悲劇（2019年、NHK BSプレミアム）脚本
- 君と世界が終わる日に 特別編（2022年）Season1・2　脚本
- 自転しながら公転する（2023年、読売テレビ）全3話脚本

### 配信ドラマ
- 日本テレビ×Hulu 共同製作ドラマ 君と世界が終わる日に Seasona2（2021年、Hulu）全6話脚本

### 映画
- 映画 桜蘭高校ホスト部（2012年、ソニー・ピクチャーズ エンタテインメント）脚本
- 4月の君、スピカ。（2019年、イオンエンターテイメント）脚本
- アキラとあきら（2022年、東宝）脚本